# Mary Philbin
Mary Philbin (Chicago, 16 de julio de 1902 - Huntington Beach, 7 de mayo de 1993) fue una actriz cinematográfica de la era del cine mudo. Philbin es probablemente más recordada por su papel de Christine Daaé en la película de 1925 El Fantasma de la Ópera, frente a la leyenda de la pantalla Lon Chaney, y por el de Dea en El hombre que ríe (1928) (The Man Who Laughs). Ambos papeles correspondían a historias del tipo de La bella y la bestia.
Nacida en Chicago, Illinois, en el seno de una familia de clase media y origen católico irlandés, empezó su carrera tras ganar un concurso de belleza organizado por Universal Pictures. 
Mary Philbin debutó en el cine en 1921, y a lo largo de los años veinte se convirtió en una actriz cinematográfica de gran éxito, protagonizando diversos títulos de calidad, destacando la película de D.W. Griffith rodada en 1928 Drums of Love (Su mayor victoria). 
En 1922 Philbin fue recompensada con el primer galardón anual de las WAMPAS Baby Stars, una campaña promocional organizada por la Western Association of Motion Picture Advertisers en los Estados Unidos, la cual honraba anualmente a trece jóvenes mujeres, que eran elegidas por sus cualidades como promesas de la industria cinematográfica. 
Al igual que otras muchas estrellas del cine mudo, Philbin no fue capaz de continuar una carrera de éxito en el cine sonoro de los inicios de los años treinta. Philbin interpretó unos pocos papeles sonoros, y se dobló a sí misma cuando añadieron sonido y reestrenaron la película El Fantasma de la Ópera.
Se retiró del cine a principios de los años treinta y se dedicó al cuidado de sus ancianos padres. En 1927 se prometió con el ejecutivo de Universal Studios Paul Kohner, pero debido a que ella era católica y él judío, de origen checo y, habida cuenta de la disuasión de sus padres, la unión no prosperó. Nunca se casó, y apenas tuvo apariciones públicas. Una de las pocas ocasiones en que se presentó en público fue en el estreno en Los Ángeles del musical de Andrew Lloyd Webber El Fantasma de la Ópera. 
Mary Philbin falleció por una neumonía en 1993, a los 90 años de edad, en Huntington Beach, California, y fue enterrada en el cementerio Calvary en Los Ángeles, California.